# 梅耶倫湖
46°26′26.76″N 8°5′31.17″E / 46.4407667°N 8.0919917°E

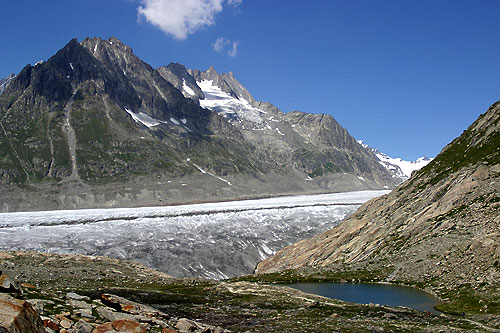

梅耶倫湖（Märjelensee），是瑞士的湖泊，位於該國南部，由瓦萊州負責管轄，處於阿萊奇冰川，面積0.32平方公里，海拔高度2,348米，該湖泊最大水深45米。